# Luís Godinho
Luís Godinho (Angra do Heroísmo, Terceira, Açores, 7 de março de 1983) é licenciado em Engenharia e Gestão Ambiental pela Universidade dos Açores, mas também possui uma vasta experiência como fotógrafo, especialmente em fotojornalismo, fotografia documental e fotografia de viagem.
Depois de ter trabalhado na Administração Pública Regional dos Açores, tornou-se fotógrafo profissional em 2017. Diversos websites e revistas de destaque, como National Geographic, Leica Fotografie International ou LensCulture reconhecem o seu trabalho internacionalmente. Publicou também nos principais meios de comunicação portugueses, como Visão, Público ou Volta ao Mundo, entre outros.
Vencedor e finalista de vários prémios internacionais, Godinho publicou também alguns dos seus trabalhos em edições internacionais de fotografia. Venceu o Sony World Photography Awards e arrecadou também a Câmara de Prata (2019, 2021, 2022, 2025), Câmara de Bronze (2020) e Câmara de Ouro (2023, 2024) todas na categoria de fotojornalismo, no Concurso Fotógrafo Europeu do Ano, prémios atribuídos pela Federação Europeia de Fotógrafos.
Participou, individual e coletivamente, em diversas exposições, tanto em Portugal como fora do país.
Em maio de 2024, foi alvo de um projeto de voto pela Assembleia da República Portuguesa, saudando-o pela conquista do prémio de Fotógrafo Europeu de 2024 na categoria de Reportagem/Fotojornalismo.

## Livros
- 2014 - "Luís Godinho", edição de autor, Blurb, Portugal[8]
- 2020 - "A Mudança", ediçáo de autor, Portugal[9]
- 2023 - "Angra da Humanidade", juntamente com Luís Filipe Borges, Câmara Municipal de Angra do Heroísmo, Portugal[10]